# Nieuwkerke
Nieuwkerke (Frans: Neuve-Église) is een dorp in de Belgische provincie West-Vlaanderen. Het werd tot in de 19de eeuw ook Westnieuwkerke genoemd (om het te onderscheiden van het dorp Oostnieuwkerke dat nu een deelgemeente is van Staden). Nieuwkerke was een zelfstandige gemeente tot aan de gemeentelijke herindeling van 1977 toen het de zuidelijkste deelgemeente van Heuvelland werd, tegen de grens met Frankrijk en Wallonië aan (kaart 2). In het zuiden van de gemeente liggen de grensgehuchtjes De Seule en Romarin.

## Geschiedenis
Op de heuvel van het huidige Nieuwkerke kwam zeer vroeg een nederzetting tot stand, gelegen langs de heirweg die over Terenburg, Kassel, Belle, Mesen en verder over Wervik liep. Doordat de Noormannen in de 9de eeuw het kustgebied onveilig maakten, vluchtten de meeste kustbewoners naar deze bosachtige streek.

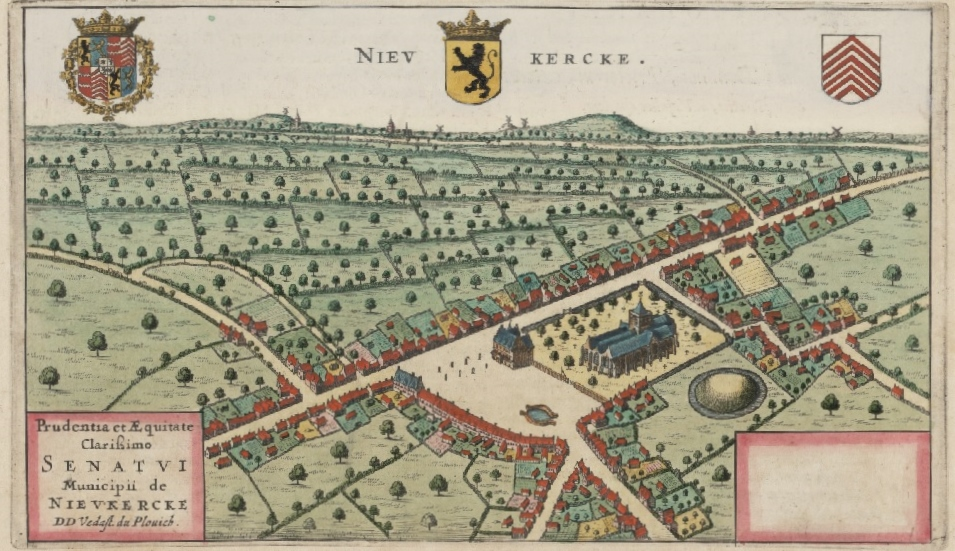
Nieuwkerke in de eerste helft van de 17de eeuw (afbeelding uit Flandria Illustrata - 1641)

Daardoor nam omstreeks einde negende en geheel 10de eeuw de bevolking sterk toe.
Bij het begin van de 11de eeuw werd de toenmalige kapel tot een kerk verbouwd met de hulp van de monniken van de abdij Sint-Jan-ten-Berg. De parochiekerk, die op 15 augustus 1080 door de bisschop van Terwaan werd ingewijd, was in romaanse stijl opgetrokken met een toren op het kruispunt van de beuken. Ze was gebouwd in ijzersteen die in de streek zelf werd opgegraven. De bisschop was verheugd dat zijn bisdom met een nieuwe christelijke gemeenschap en een 'nieuwe kerk' werd verrijkt. Zo kreeg het landgoed de benaming 'Neo-Ecclesia' of 'Nieuwe-Kerk'.
In de middeleeuwse bloeiperiode wedijverde de gemeente, met zowat 10.000 inwoners, met Ieper. Als industriële agglomeratie was Nieuwkerke in de 16de eeuw een brandpunt van radicaal calvinisme, dat fel werd bestreden door de autoriteiten. Alleen al op 31 mei 1568 werden in Nieuwkerke 82 calvinisten veroordeeld, meestal bij verstek. VZW Geuzenproject houdt om de twee jaar de herinnering aan deze periode levendig met een theaterwandeling. Door de godsdienstoorlogen kwam de lakennijverheid in een impasse terecht. In 1582 woedde een stadsbrand. Veel lakenwevers weken daarna uit naar Engeland. In 1608 was het stadhuis herbouwd. De nijverheid legde zich toe op de productie van baai, terwijl daarna ook de vlas- en linnennijverheid weer tot bloei kwam. In 1647 werden het stadhuis en de lakenhal opnieuw verwoest, nu door de Fransen. In 1648 werd een nieuwe lakenhal opgericht, die echter in 1844 werd afgebroken.
Tijdens de Eerste Wereldoorlog werd Nieuwkerke verwoest en daarna, voornamelijk volgens het oorspronkelijke plan, weer heropgebouwd.
Tot Nieuwkerke behoorde in een zuidoostelijke uitloper van het grondgebied ook het gehuchtje Clef de Hollande. Hier werd Frans gesproken en het gehuchtje werd bij de vastlegging van de Taalgrens in 1963 aangehecht bij Ploegsteert, dat van de provincie West-Vlaanderen naar de Waalse provincie Henegouwen werd overgeheveld.
In 1988 vestigde het aardappelverwerkende bedrijf Clarebout zich op de Nieuwkerkse heuvelrug. De fabriek groeide uit tot een van de grootste wereldwijd in haar sector en zorgde, behalve voor werkgelegenheid, ook voor geuroverlast en veel zwaar vervoer. Er worden diepvriesfrieten, -kroketten en -aardappelblokjes geproduceerd.

## Demografische ontwikkeling
- Bronnen: NIS, Opm.: 1831 tot en met 1970 = volkstellingen; 1976 = inwoneraantal op 31 december

## Bezienswaardigheden
- Het voormalig gemeentehuis
- Het Geuzenmonument
- De Onze-Lieve-Vrouwekerk. De driebeukige kerk werd meermaals door protestantse geuzen in brand gestoken, maar werd telkens herbouwd.

In het dorp liggen de Britse militaire begraafplaatsen:
- Westhof Farm Cemetery
- Kerkhof van Nieuwkerke
- Maple Leaf Cemetery
- Kandahar Farm Cemetery

## Natuur en landschap
Nieuwkerke ligt in Zandlemig Vlaanderen en in het West-Vlaams Heuvelland op een hoogte van ongeveer 65 meter. Hier ligt de zuidelijke heuvelkam van het heuvelland met De Walletjes en Zwarte Molen (80 meter). Ten noorden van Nieuwkerke loopt de Douvebeek in oostelijke richting. Naar het zuiden toe neemt de hoogte snel af, tot ongeveer 20 meter aan de Belgisch-Franse grens. Hier wordt de vallei van de Leie genaderd.

## Politiek
Nieuwkerke had een eigen gemeentebestuur en burgemeester tot de fusie van 1977. Burgemeester waren:
- 1810-1811 : Jean Jacques Glorie
- 1812-1818 : Jean Benoit De Quecker
- 1818-1835 : Eugenius Bernardus Glorie
- 1836-1859 : Basile Joseph Vermeersch
- 1862-1862 : Pierre Louis Van Eecke
- 1889-1890 : Cyrille Béni Glorie
- 1901-1904 : Prosper François Joseph Therry
- 1904-1946 : Arthur-Gustave Félicien Titeca
- 1947-1958 : Arsène Boulet
- 1960-1962 : Léon Lemaire
- 1962-1976 : José Lemaire

De laatste burgemeester, José Lemaire, werd na de fusie de eerste burgemeester van Heuvelland.

## Bekende Nieuwkerkenaars
- Jacob Hessels (1506-1578), lid van de Bloedraad
- Max Glorie (1885-1951), volksvertegenwoordiger
- André Louf-Decramer (1906-1976), dichter, pleitbezorger
- Lucien Storme (1916-1945), wielrenner die Parijs-Roubaix won en een rit in de Tour de France.

## Nabijgelegen kernen
Dranouter, Wulvergem, Steenwerk, Belle, Niepkerke, Ploegsteert

## Voetnoten
1. ↑  Het pact tussen een wereldspeler en een plattelandsdorp, www.apache.be, 19 februari 2021
2. ↑  (en) van der Meulen, Jim, supervisie: Tim Soens, Peter Stabel (2017). VERWEVEN MET HET STADSLEVEN Rurale textielnijverheid en economische ontwikkeling in het Vlaamse Westkwartier (1300-1600). Universiteit Antwerpen, Antwerpen. Gearchiveerd op 18 oktober 2022.

Deelgemeenten: Dranouter · Kemmel · Loker · Nieuwkerke · Westouter · Wijtschate · Wulvergem 

Overige plaatsen: De Klijte · De Seule (deels) · Romarin

Belgische gemeenten · Arrondissement Ieper · West-Vlaanderen · Vlaanderen